# Ősnyomtatvány

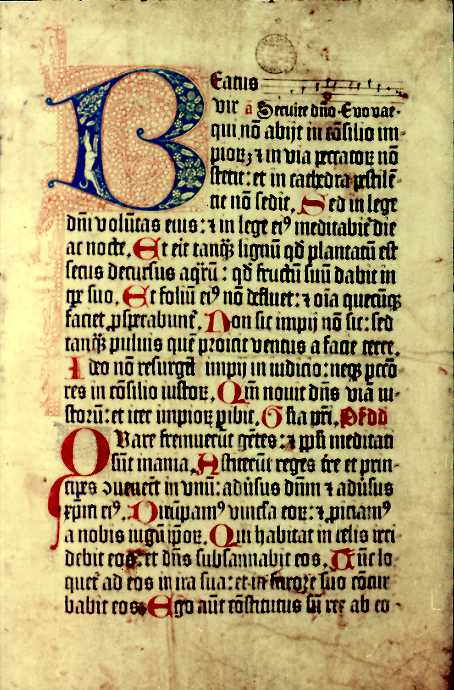
A Mainzi Psalterium 1459-ből, Fust és Schöffer nyomdájából

Az ősnyomtatvány olyan nyomtatvány, amely Európában a könyvnyomtatás feltalálásától, az 1450-es évektől kezdve 1500. december 31-éig szedésnyomással, vagyis összerakható és szétszedhető betűkkel készült. Nem számít ősnyomtatványnak az úgynevezett táblanyomat.
Az ősnyomtatvány terminus technicusa a latin eredetű incunabulum, többes számban incunabula, amelynek klasszikus jelentése: pólya (bölcső), szülőföld, születéshely, első kezdet, eredet, első gyermekkor. Így az incunabulum jelentése: bölcsőnyomat. A paleotípia kifejezés ritkábban használatos.

## Az ősnyomtatványok külső megjelenése

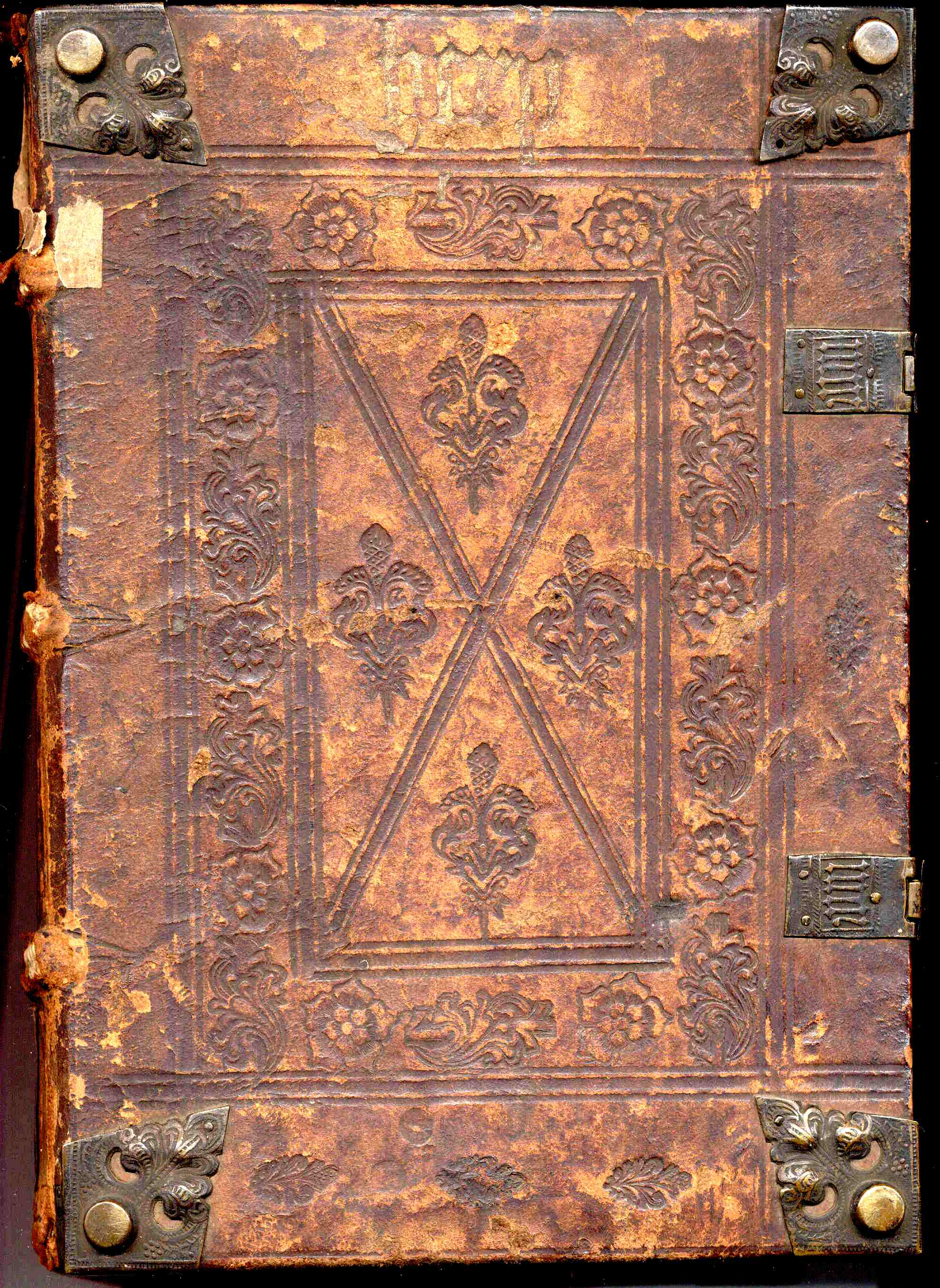
Egy ősnyomtatvány kötése

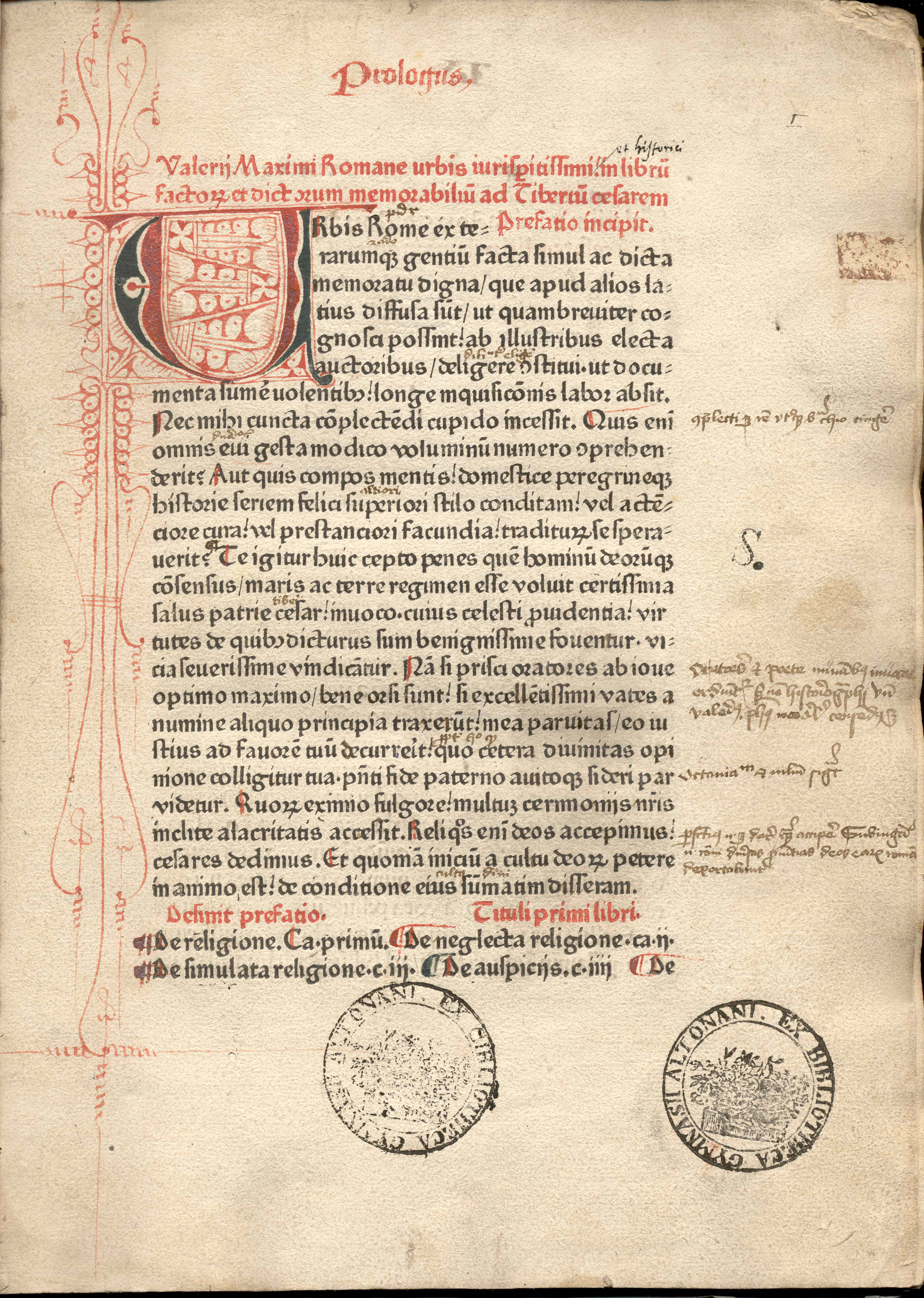
Valerius Maximus művének Peter Schöffer nyomdájában 1471. július 18-án nyomtatott munkájának incipitje

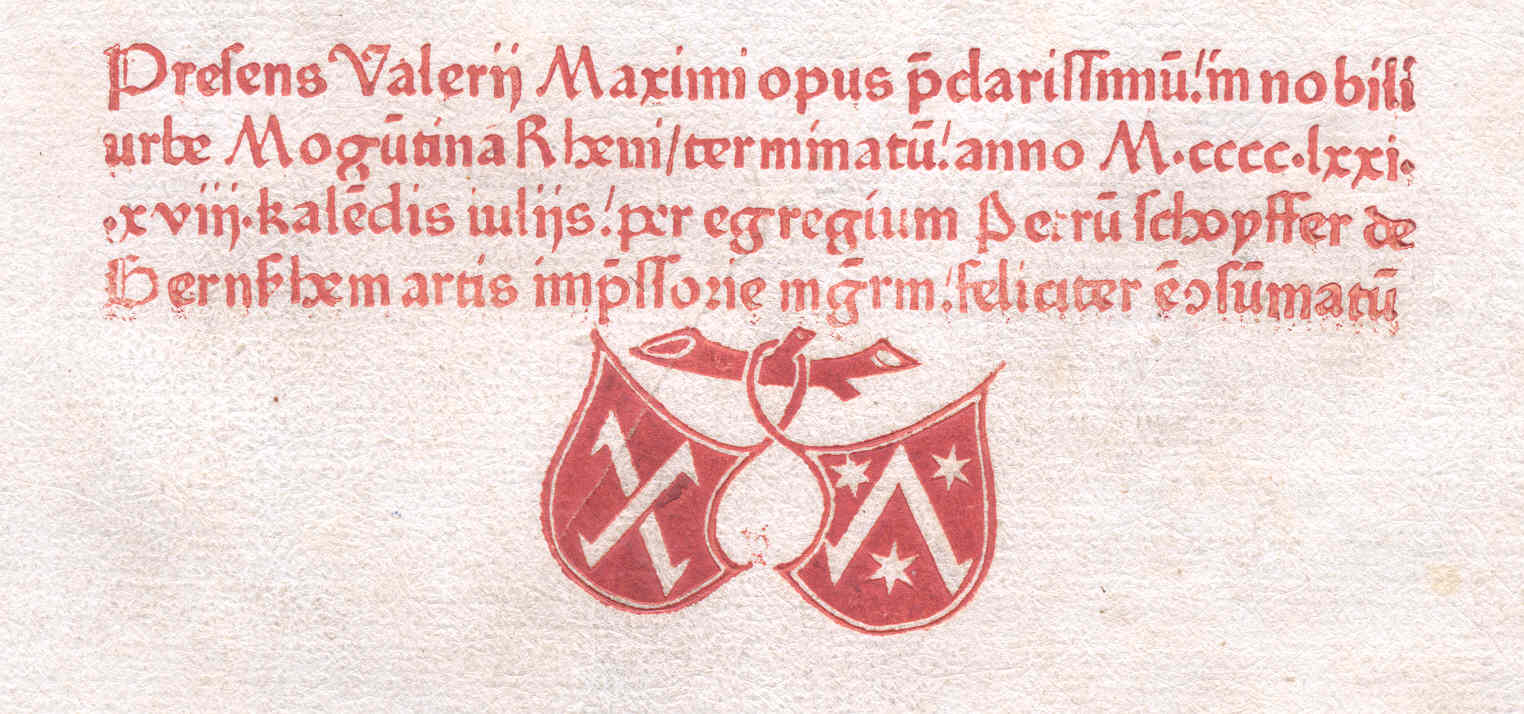
Valerius Maximus művének Peter Schöffer nyomdájában 1471. július 18-án nyomtatott munkájának explicitje

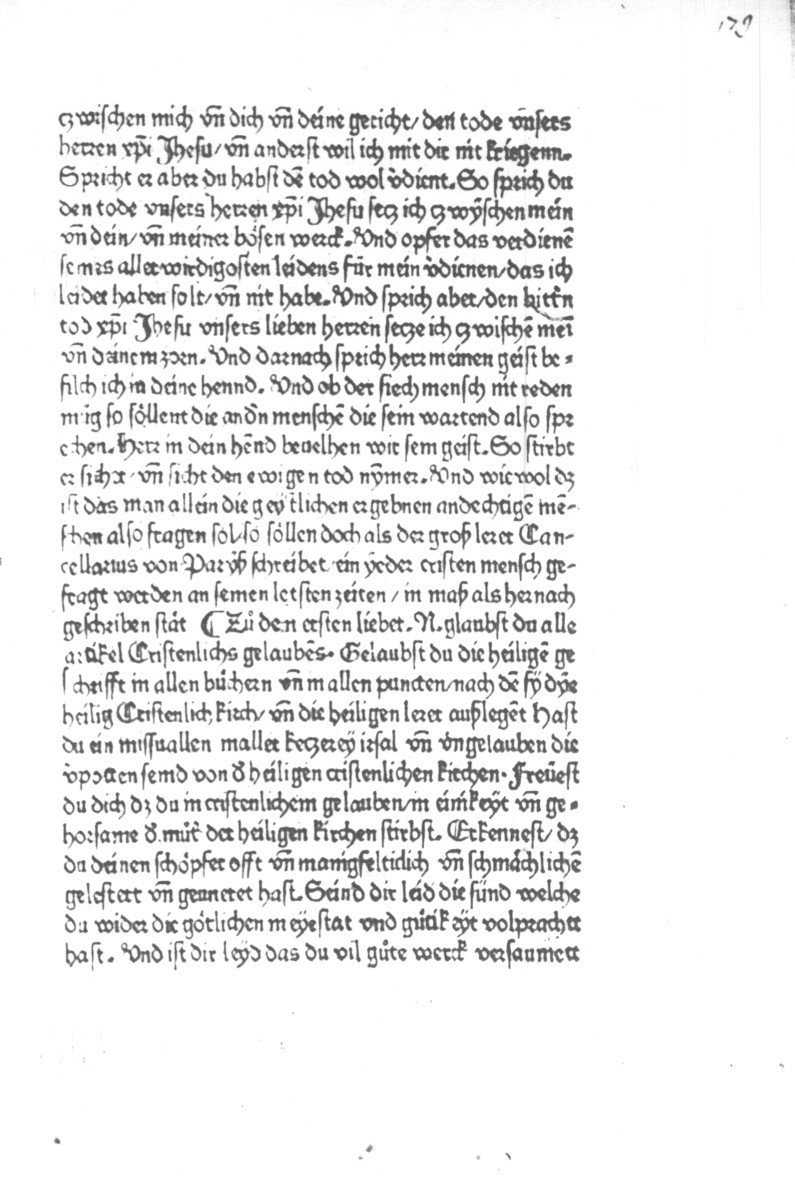
Az Ars Moriendi német kiadása, amely Johann Bämler nyomdájában készült 1476-ban

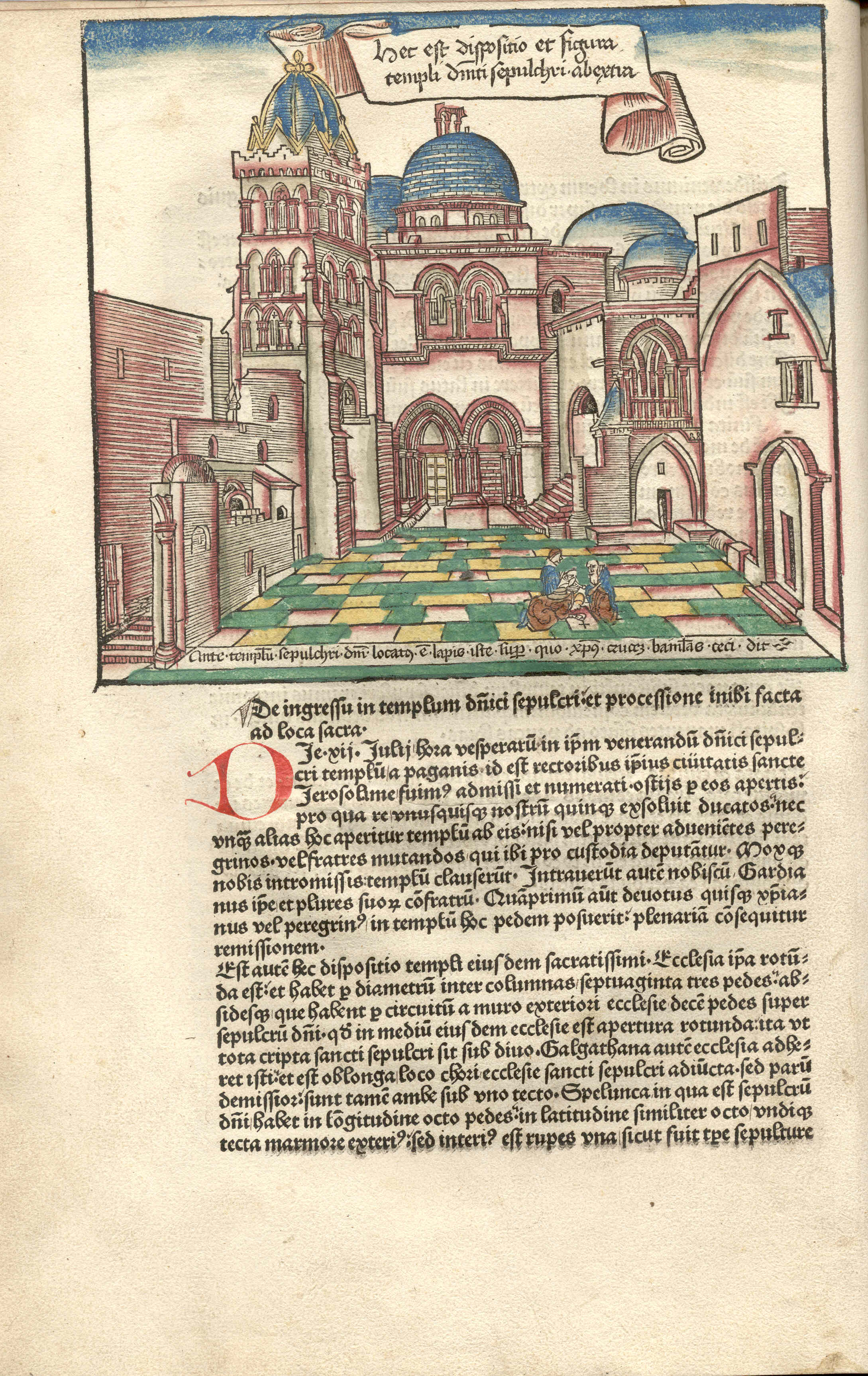
Erhard Reuwich kézzel színezett fametszete, amely az első illusztrált ősnyomtatványból, a Peregrinatio in terram sanctamból származik. A kép a jeruzsálemi Szent Sír templomba való belépést ábrázolja.

Az ősnyomtatványok kezdetben a kéziratos kódexekhez hasonlítottak, általában nem volt címlapjuk. Címlapot 1470 körül kezdtek nyomtatni, és 1500 körül vált általánossá. Az első címlappal rendelkező ősnyomtatvány 1485-ben készült Velencében, Nicolas Jenson nyomdájában. Ma a címlap nélküli műre vonatkozó cím-és megjelenési adatokat az incipit (kezdődik) és explicit (végződik) jelzésekből és a kolofonból veszik, mivel a szöveg elején és végén közölték a mű címét, a nyomtatás helyét, évét és esetleg a nyomdász nevét.
Az ősnyomtatványok, eltérően a mai könyvektől, ívfüzetekből álltak, az íveket egymásba helyezték. (Ma az íveket folyamatosan egymás mellé helyezik.) Az ősnyomtatványoknak nincs lapszámozásuk, ehelyett az ívfüzeteket látták el folyamatosan az ábécé soron következő betűivel. A leveleket az ívfüzet közepéig római számokkal jelölték. Az ívek, levelek sorrendjét a custos (őrszó) jelezte.
A legkorábbi nyomtatványok tipográfiája kezdetben a középkori, barátbetűhöz hasonló gótikus kézírást utánozta (ez az úgynevezett gót textúra), míg később és a világi műveket – főleg Itáliában, az ókori klasszikusok írásait – antikvával, azaz a humanista írás gömbölydedebb betűjével nyomtatták. Az ősnyomtatványok egy részét pergamenre, másik részét papírra nyomták. Illusztrációs eszközük a kézi festés vagy a fametszet volt, díszített ősnyomtatványokat főleg Itáliában és német területeken készítettek. Az első nyomtatványok alakja fólió (másodrét) volt.

## Fennmaradt ősnyomtatványok
A 15. századi európai nyomdákból legalább 35 000 mű közel félmillió példánya került ki, amelyeknek külön kezelése, elkülönítése a modern könyvektől már a 17. században megkezdődött. Az ősnyomtatványok értékét nem tartalmuk, hanem nyomdászattörténeti értékük, régiségük és állapotuk adja. Így a legnagyobb értékkel a könyvnyomtatás feltalálásának dátumához legközelebb álló nyomtatványok bírnak. Fontosak még azok a művek is, amelyek a város vagy műhely első termékei közé tartoznak, valamint a ritka kiadványok. (A ritka kiadványok közül is kiemelkednek azok az ősnyomtatványok, amelyek egyetlen ismert példányban maradtak fenn, ezek az úgynevezett unikális példányok). Különösen értékesek még a pergamenre nyomott, művészi kiállítású, fa-vagy rézmetszetes, görög vagy latin auktorok műveit tartalmazó művek.

### Külföldi vonatkozású ősnyomtatványok
A legrégebbi ősnyomtatvány Gutenberg Mainzban készült latin Bibliája, amely 1453-1455 körülre datálható. Híres külföldi vonatkozású ősnyomtatvány továbbá a Peregrinatio in terram sanctam 1486-ból, amelyet Erhard Reuwich nyomtatott és illusztrált, szintén Mainzban. Hartmann Schedel Nürnbergi Krónikáját Anton Koberger nyomtatta 1493-ban. A Hypnerotomachia Poliphili nyomdásza Aldus Manutius volt, híres illusztrációinak készítőjét azonban nem ismerjük. Jelentős ősnyomtatvány-nyomdász volt még a bambergi Albrecht Pfister, az augsburgi Günther Zainer, a strasbourgi Johann Mentelin, és William Caxton, aki Bruggében és Londonban tevékenykedett.

### Magyar vonatkozású ősnyomtatványok
A legrégebbi magyar ősnyomtatvány a Chronica Hungarorum (Magyarok Krónikája, másik elnevezéssel Chronicon Budense, azaz Budai Krónika), amely Hess András nyomdájából származik. A mű kolofonjában ez áll: Finita Budae anno dni M.CCCC.LXXIII. in vigilia pentechostes: per Andream Hess. Ugyanebben az évben nyomtatták szintén Budán a Leonardi Aretini in opusculum Magni Basilii de legendis poeticis incipit felicitert.
Bartalis Antal a jegenyei plébánia történetéről szóló művében (1794) megemlít egy magyar nyelvű nyomtatványt, amelyet állítólag 1484-ben Nürnbergben nyomtattak, és amelyben Szent István király jobb kezének megtalálásáról van szó. Ezt a 19. század végéig nem vitatták, a kutatók mai álláspontja szerint azonban Bartalis szándékosan hamisított, de az sem zárható ki, hogy ez már elmezavarának egyik tünete volt.

### Ősnyomtatványok külföldön
A legnagyobb külföldi gyűjteményekben őrzött ősnyomtatványok megközelítő száma:
- Bayerische Staatsbibliothek, München (19 900)
- British Library, London (12 500)
- Bibliothèque nationale de France, Párizs (12 000)
- Vatikáni Apostoli Könyvtár, Vatikán (8000)
- Österreichische Nationalbibliothek, Bécs (8000)
- Württembergische Landesbibliothek, Stuttgart (7076)
- Российская национальная библиотека (Orosz Nemzeti Könyvtár), Szentpétervár (7000)
- Huntington Library, San Marino, Kalifornia (5600)
- Kongresszusi Könyvtár, Washington (5600)
- Bodleian Library, Oxford (5500)
- Oroszországi Állami Könyvtár, Moszkva (5300)
- Cambridge University Library, Cambridge (4600)
- John Rylands Library (University of Manchester), Manchester (4500)
- Dán Királyi Könyvtár, Koppenhága (4500)

- Staatsbibliothek zu Berlin, Berlin (4400)
- Harvard Egyetem, Cambridge (Massachusetts) (3600)
- Yale Egyetem, New Haven (Beinecke régi könyv-és kézirattár: 3100, egyéb: 425)
- Biblioteca Nacional, Madrid (3300)
- Koninklijke Bibliotheek (Holland Nemzeti Könyvtár), Hága (2000)
- Stiftsbibliothek St. Gallen (A Sankt Gallen-i kolostor könyvtára) (1650)
- Biblioteca Colombina, Sevilla (1194)
- University of Illinois, Urbana-Champaign (1130)

### Ősnyomtatványok Magyarországon
Az ősnyomtatványokból hazánkban 3579 mű 7107 példánya található. Magyarországon a legnagyobb ősnyomtatvány-gyűjtemény az Országos Széchényi Könyvtárban van, gazdag gyűjteménye van a Magyar Tudományos Akadémia Könyvtár és Információs Központnak és a budapesti Egyetemi Könyvtárnak is. A Szegedi Tudományegyetem Egyetemi Könyvtárának tulajdonában tizenöt ősnyomtatvány van. A szegedi Somogyi Károly Városi és Megyei Könyvtár tulajdonában jelenleg harminchat ősnyomtatvány található. Pécsett a Klimo könyvtárban huszonöt XV. századi ősnyomtatványt és kétszázötven XVI. századi antikvát őriznek. A Dunamelléki Református Egyházkerület Ráday Könyvtárában 46 ősnyomtatvány van a műemlékkönyvtárban.

## Ősnyomtatvány-katalógusok

### A legjelentősebb, ma is fejlesztés alatt álló nemzetközi ősnyomtatvány-katalógusok
- Gesamtkatalog der Wiegendrucke (GW). (Berlinben, 1904 óta gyűjtik az anyagát). Megjelent: I.-X. kötet (A-H) 1925-2007. (A XI. kötet előkészületben). (Első kötet: Leipzig, 1925 Anton Hiersemann Verlag). A legteljesebb ősnyomtatvány-katalógus, mintegy 30 000-35 000 címmel. (Nincs valamennyi közzétéve).
- Incunabula Short Title Catalogue (ISTC). Rövid leírásokkal. Mintegy 27 400 ősnyomtatvány-kiadást (nem ennyi címet!) tartalmaz.

### A legjelentősebb külföldi gyűjtemények ősnyomtatvány-katalógusai
- Catalogue of books printed in XVth century, now in the British Museum I.-IX. (BMC) London, 1908-1962.
- British Museum general catalogue of printed books. Photolitographic ed. to 1955. 1-263. London, 1965-1966. Általános és mindmáig felül nem múlt összefoglalás egységesebb nézőpontból.
- Inkunabelkatalog Bayerische Staatsbibliothek I.-V. Wiesbaden, 1988-2000.

### Történeti nemzetközi ősnyomtatvány-katalógusok
- Hain, Ludovicus (Ludwig): Repertorium bibliographicum. Stuttgart, 1825-1838. A nemzetközi könyvkereskedelem a Hain-számok alapján jelzi az ősnyomtatványokat.
- Copinger, W.A.: Supplement to Hain's Repertorium Bibliographicum. London, 1895-1902.
- Reichling, Dietrich: Appendices ad Hainii Copingerii Repertorium Bibliographicum. Additiones et emendationes. Fasc. 1-6. Monachii (München), 1905-1911.
- Kommission für der Gesamtkatalog der Wiegendrucke (Hrsg.): Nachtraege zu Hain's Repertorium Bibliographicum und seinen Fortsetzungen. Leipzig, 1910.

### Hazai ősnyomtatvány-katalógusok
- Sajó Géza-Soltész Erzsébet: Catalogus incunabulorum quae in bibliothecis publicis Hungariae asservantur A-N, O-Z I.-II.

Budapestini (Budapest), MCMLXX (1970) In aedibus Academiae Scientiarum Hungariae (Akadémiai Könyvkiadó). A bevezetés angol nyelvű, a hazai gyűjteményekben található ősnyomtatványok pontos könyvészeti leírásai példánykimutatásokkal, unikális példányokkal. A korábbi hazai ősnyomtatványkatalógusok anyagát tartalmazza.

### Egyéb országok gyűjteményeinek ősnyomtatvány-katalógusai
- Amerikai Egyesült Államok:
  - Stillwell, Margaret Bingham: Incunabula in American libraries. New York, 1940.
  - Goff, Frederick Richmond: Incunabula in American libraries, a third census of fifteenth century books recorded in North American collections. Millwood, 1973. Kraus Reprint Co. A közismerten rendkívül gazdag anyagú és jelentős mennyiségű, Amerikai Egyesült Államokba került ősnyomtatványok legpontosabb katalógusa.
- Belgium: Polain, M.: Catalogue des livres imprimés au quinzième siècle des bibliothèques de Belgique I.-IV. Bruxelles, 1932.
- Franciaország: Pellechet, M.: Catalogue général des incunables des bibliothèques publiques de France I.-III. Paris, 1897-1909.
- Horvátország: Badalic, Josip: Incunabula quae in Populari Re Publica Croatia asservantur. Inkunabule u narodnoj Republici Hrvatskoj. Zagreb, 1952.
- Liechtenstein: Bohatta, Hans: Katalog der Inkunabeln der Fürstlich Liechtenstein'schen Fideikommiss-Bibliothek und der Hauslabsammlung. Wien, 1910.
- Olaszország: Guarnaschelli, T. M.-Valenziniani, E.: Indice generale degli incunabuoli delle bibliothece d'Italia. Vol. I.-III. Vol. IV. Ed.: E. Cerulli-E. Valenziniani. Roma, 1965.
- Románia: Schatz, E. M.: Catalogul colectiei de incunabule. Bucuresti, Biblioteca Natională a României, 1995.